# Sweet Dreams (film 1985)
Sweet Dreams è un film del 1985 diretto da Karel Reisz, ispirato alla cantante country statunitense Patsy Cline, morta in un incidente aereo nel 1963.